# Кокітлам 2
Кокітлам 2 (англ. Coquitlam 2) — індіанська резервація в Канаді, у провінції Британська Колумбія, у межах регіонального округу Метро-Ванкувер.

## Населення
За даними перепису 2016 року, індіанська резервація не ма постійного населення.

## Клімат
Середня річна температура становить 10,3°C, середня максимальна – 21,3°C, а середня мінімальна – -1,3°C. Середня річна кількість опадів – 1 972 мм.
| Клімат поселення                              | Клімат поселення | Клімат поселення | Клімат поселення | Клімат поселення | Клімат поселення | Клімат поселення | Клімат поселення | Клімат поселення | Клімат поселення | Клімат поселення | Клімат поселення | Клімат поселення | Клімат поселення |
| Показник                                      | Січ.             | Лют.             | Бер.             | Квіт.            | Трав.            | Черв.            | Лип.             | Серп.            | Вер.             | Жовт.            | Лист.            | Груд.            |                  |
| Середній максимум, °C                         | 7,16             | 9,15             | 11,06            | 13,62            | 17,19            | 19,76            | 21,12            | 21,32            | 18,35            | 13,37            | 9,29             | 6,33             |                  |
| Середня температура, °C                       | 2,92             | 4,91             | 6,83             | 9,37             | 12,96            | 15,52            | 18,05            | 18,25            | 15,29            | 10,30            | 6,21             | 3,24             |                  |
| Середній мінімум, °C                          | −1,32            | 0,68             | 2,60             | 5,14             | 8,73             | 11,29            | 14,99            | 15,16            | 12,22            | 7,22             | 3,15             | 0,19             |                  |
| Норма опадів, мм                              | 277              | 183              | 174              | 153              | 117              | 97               | 63               | 63               | 87               | 197              | 312              | 249              |                  |
| Середньомісячна швидкість вітру, м/с          | 3.25             | 3.10             | 3.19             | 3.02             | 2.89             | 2.89             | 2.79             | 2.59             | 2.36             | 2.59             | 3.21             | 3.30             |                  |
| Середньомісячна сонячна радіація, кДж/м²·день | 3092             | 6050             | 9869             | 14824            | 18464            | 19932            | 21220            | 18211            | 13038            | 7024             | 3517             | 2418             |                  |
| --------------------------------------------- | ---------------- | ---------------- | ---------------- | ---------------- | ---------------- | ---------------- | ---------------- | ---------------- | ---------------- | ---------------- | ---------------- | ---------------- | ---------------- |
| Джерело:                                      |                  |                  |                  |                  |                  |                  |                  |                  |                  |                  |                  |                  |                  |